# Planodiscus
Planodiscus es una familia de ácaros perteneciente al orden Mesostigmata.

## Especies
- Planodiscus Sellnick, 1926
  - Planodiscus borgmeieri Elzinga, 1990
  - Planodiscus burchelli Elzinga & Rettenmeyer, 1966
  - Planodiscus capillilatus Elzinga, 1991
  - Planodiscus cupiens Elzinga & Rettenmeyer, 1970
  - Planodiscus elongatus Elzinga & Rettenmeyer, 1970
  - Planodiscus elzingai (Hirsohmann, 1973)
  - Planodiscus foreli Elzinga & Rettenmeyer, 1970
  - Planodiscus furcatus Ramadan, 1997
  - Planodiscus hamatus Elzinga & Rettenmeyer, 1970
  - Planodiscus hirsuta (Banks, 1902)
  - Planodiscus kistneri Elzinga, 1991
  - Planodiscus mexicanus Elzinga, 1990
  - Planodiscus setosus Elzinga & Rettenmeyer, 1970
  - Planodiscus squamatim Sellnick, 1926